# Faraglioni di Ciriga
I faraglioni di Ciriga sono due isolotti composti di strutture calcaree di un'altezza di circa 15 metri per una larghezza di circa 10 metri. Si trovano nel canale di Malta, vicino alla costa siciliana, nei pressi degli abitati di Santa Maria del Focallo e Marina Marza.
Amministrativamente fanno parte del territorio di Ispica, comune italiano della provincia di Ragusa.

## Descrizione
Posti a pochi metri dalla costa mediterranea, vicino a Punta Ciriga, i faraglioni formano con la spiaggia antistante un'attrazione piuttosto apprezzata dai visitatori. Sono ricoperti nella parte sommitale da una qualche vegetazione. La superficie ricoperta di vegetazione, situata in cima è impossibile da raggiungere senza un equipaggiamento adeguato a causa della forma dei faraglioni che presentano delle pareti verticali da tutti i lati.